# 蓋世五俠的秘密
《功夫熊貓之蓋世五俠的秘密》（英語：Kung Fu Panda: Secrets of the Furious Five）是獲得安妮獎動畫短片的作品，為夢工廠動畫所製作。在2009年2月26日於國家廣播公司播映。在《功夫熊貓》中，金猴這角色的配音員為成龍，但在這部動畫短片中，金猴是由成龍的兒子房祖名所配音，而房祖名也為粵語版本的仙鹤配音。

## 外部連結
- 官方網站 （页面存档备份，存于）
- 互联网电影数据库（IMDb）上《蓋世五俠的秘密》的资料（英文）
- Metacritic上《蓋世五俠的秘密》的資料（英文）
- 爛番茄上《蓋世五俠的秘密》的資料（英文）
- AllMovie上《蓋世五俠的秘密》的资料（英文）